# Похід на Царгород (860)
Похід на Царгород — похід Русі на Константинополь у 860 році.

## Передумови битви і сили сторін

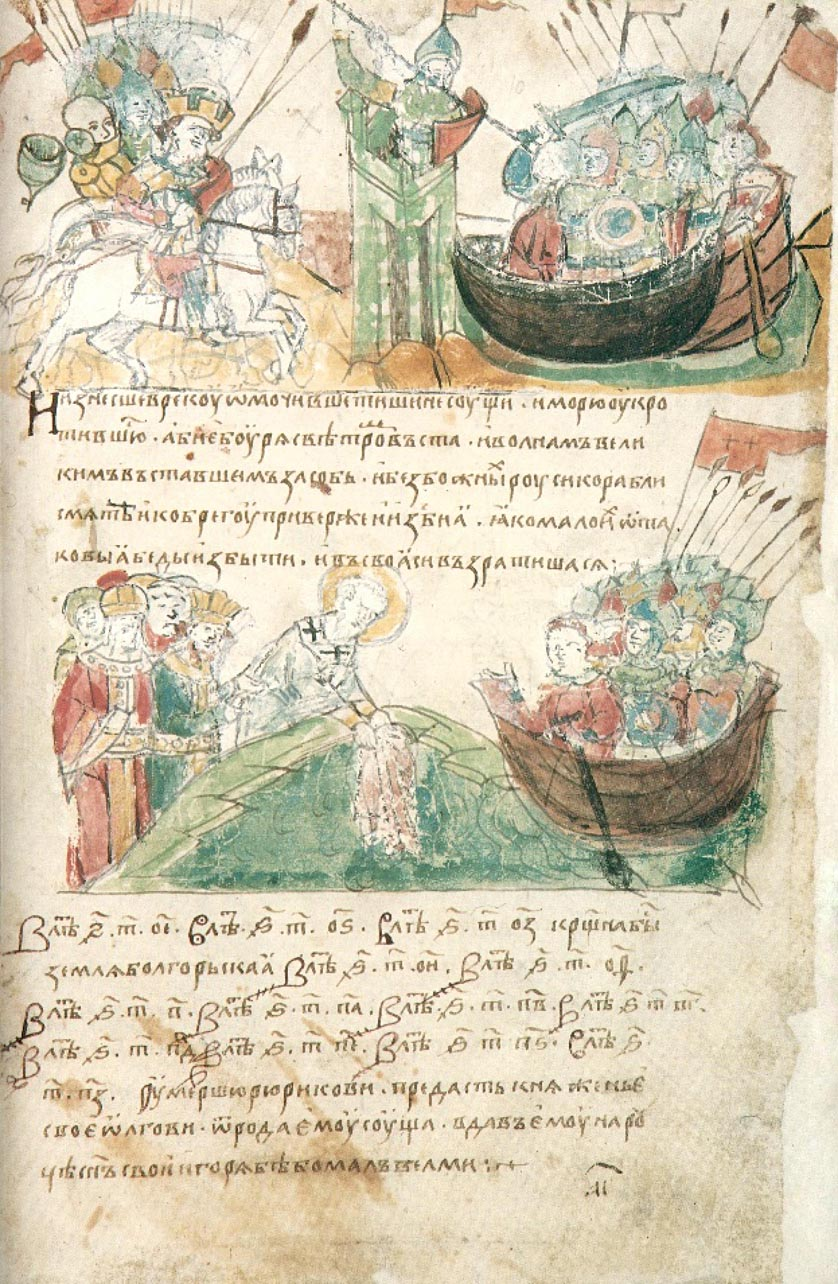
Похід на Царгород Аскольда і Діра в Радзивіллівському літописі, XV століття

Можливо, цей перший в історії русько-візантійських воєн похід руських військ на Константинополь пов'язаний зі складним військово-політичним положенням імперії в середині IX ст., коли Візантія вела важку війну з халіфатом Аббасидів, тому в Константинополі залишалася лише частина гарнізону і флот. У будь-якому разі для імперських збройних сил і дипломатії напад русів був абсолютною несподіванкою. Версію про образи, завдані раніше русам у Константинополі, і похід як помсту сьогодні історики відкидають.
Русь: 200 або 360 (відповідно, візантійські й венеційська хроніки) суден русів, загалом звичайний корабель вікінгів вміщував 30 людей, отже, усього від 6 до 10 тисяч воїнів.
Візантія: невідомі, але точно менші за супротивника і недостатні для ефективної оборони морських стін Константинополя, судячи зі слів патріарха Фотія.
На підставі «Повісті врем'яних літ» домовилися вважати, що походом керували князі Аскольд і Дір. За версією «Повісті врем'яних літ», вони є варягами-дружинниками Рюрика, співправителями, за версією Никонівського літопису — представниками місцевої полянської династії, можливо, нащадками Кия.
Гарнізоном Константинополя командував епарх Ориха, також у керуванні містом брав участь патріарх Фотій. Імператор Михаїл III П'яниця був у поході проти арабів і, скоріше за все, не встиг повернутися до столиці на час події.

## Озброєння і тактика сторін
Руське військо, імовірно, складалося з княжої дружини й ополченців зі слов'янських союзів племен. Озброєння — традиційне для скандинавів і слов'ян X ст.: списи, бойові сокири, щити, рідше мечі, шоломи і кольчуги. Схоже, під час походу руси вживали тактику кінних і морських рейдів углиб Фракії й на острови Мармурового моря, успішно знищивши та захопивши велику кількість ромейського населення і взявши чималу здобич. Грецькі джерела твердять про тактику глухої оборони ромеїв по периметру міських стін Константинополя, що, схоже, пояснюється малою чисельністю піхотних підрозділів гарнізону й відсутністю в місті кінноти та флоту.

## Перебіг конфлікту

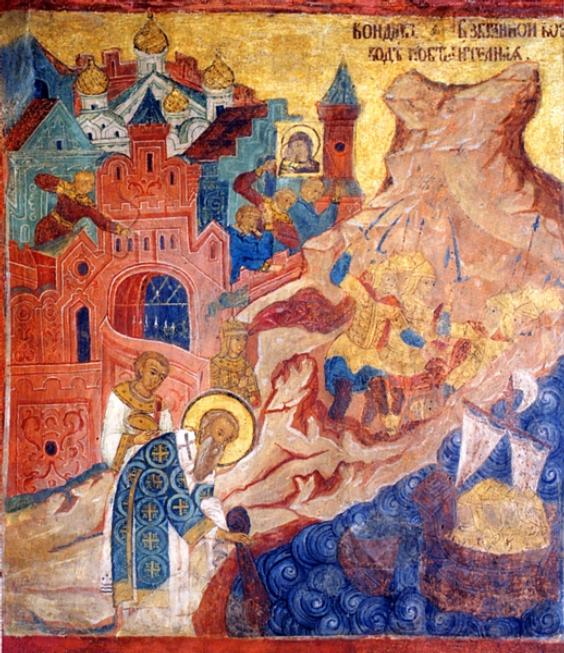
Чудесне спасіння Константинополя за допомогою ризи Богородиці. Фреска з церкви Ризопокладання в Московському Кремлі. 1644 р.

Напад русів стався ввечері 18 червня 860 року, і, за словами Фотія, існувала реальна загроза взяття русами принаймні частини міста. Проте гарнізону вдалося утримати стіни (Фотій приписує цей факт заступництву Богородиці, одяг котрої пронесли під час хресного ходу вздовж стін), тож руси відмовилися від облоги і спустошили передмістя, навколишні села і монастирі, а потім мало не захопили на Принцевих островах колишнього патріарха Ігнатія. Вони відплили додому не раніше кінця липня, причому якщо сучасники тих подій твердили про повний успіх русів і безславний для ромеїв кінець протистояння, то більш пізні грецькі джерела (використані й автором «Повісті минулих літ») твердять про прихід імператора Михаїла III до міста і спільну молитву його і Фотія. За цією сумнівною версією, після занурення у воду Золотого Рогу священного одягу (мафорія) Богородиці руський флот розкидало раптовим штормом. Скоріш за все, тут йдеться про змішування пізнішими авторами реалій подій різних, зокрема більш ранніх облог Константинополя.

## Втрати сторін і наслідки події
Схоже, втрати русів були незначними, втрати візантійського війська — теж, але чимало мешканців грецьких міст і сіл загинули або потрапили до полону. У Київській Русі як наслідок стала популярною ідея морських походів на Візантію, але водночас відбулося пожвавлення контактів візантійської світської і церковної дипломатії з Руссю, наслідком чого було так зване Аскольдове хрещення частини еліти Київської Русі в другій половині 860-х рр.

## Історична пам'ять
У XVIII—XIX ст., на хвилі інтересу до давньоруської історії, образи Аскольда і Діра відтворили кілька російських поетів і художників, у Києві на ймовірній могилі князя збудована ротонда. Ім'ям Аскольда у XIX — на початку XX ст. назвали два кораблі ВМФ Російської імперії — корвет та крейсер. Крім того, на думку деяких вчених, саме успішний «похід Аскольда» став основою для формування пізнішого епічного образу «Олега, який прибиває щит до воріт Царгорода» (на цей сюжет існує низка відомих картин і поетичних творів XIX ст.). Можливо, автор «Повісті минулих літ» «роздвоїв» усну оповідь про перший успішний для Русі похід невідомого руського ватажка, приписавши їх відомим йому князям — Аскольду (разом із суперечливою постаттю Діра) й Олегу.

## Основні джерела
Основні історичні джерела про подію — Гомілії очевидця події, Константинопольського патріарха Фотія, лист Папи Миколая І імператору Візантії Михаїлу III від 28 вересня 865 року, більш пізні згадки — у візантійських хроніках Георгія Амартола, Лева Граматика, Феодосія Мелитенського, так званій Брюссельській хроніці, «Житії патріарха Ігнатія», Венеційській хроніці XI ст. і руському джерелі — «Повісті врем'яних літ».